# Benjamin F. Jonas
Benjamin Franklin Jonas, född 19 juli 1834 i Grant County, Kentucky, död 21 december 1911 i New Orleans, Louisiana, var en amerikansk demokratisk politiker. Han representerade delstaten Louisiana i USA:s senat 1879-1885.
Jonas flyttade 1853 till Louisiana. Han avlade 1855 juristexamen vid University of Louisiana och inledde sedan sin karriär som advokat i New Orleans. Han deltog i amerikanska inbördeskriget i Amerikas konfedererade staters armé och befordrades till major. Han var stadsåklagare i New Orleans 1875-1879.
Jonas efterträdde 1879 James B. Eustis som senator för Louisiana. Han kandiderade till omval efter en mandatperiod i senaten men demokraterna i Louisiana nominerade företrädaren Eustis i stället. Jonas efterträddes 1885 av Eustis.
Jonas var jude. Hans grav finns på Dispersed of Judah Cemetery i New Orleans.